# Léon Azéma
Léon Azéma (Alignan-du-Vent, 20 gennaio 1888 – Épernay, 1º marzo 1978) è stato un architetto francese.

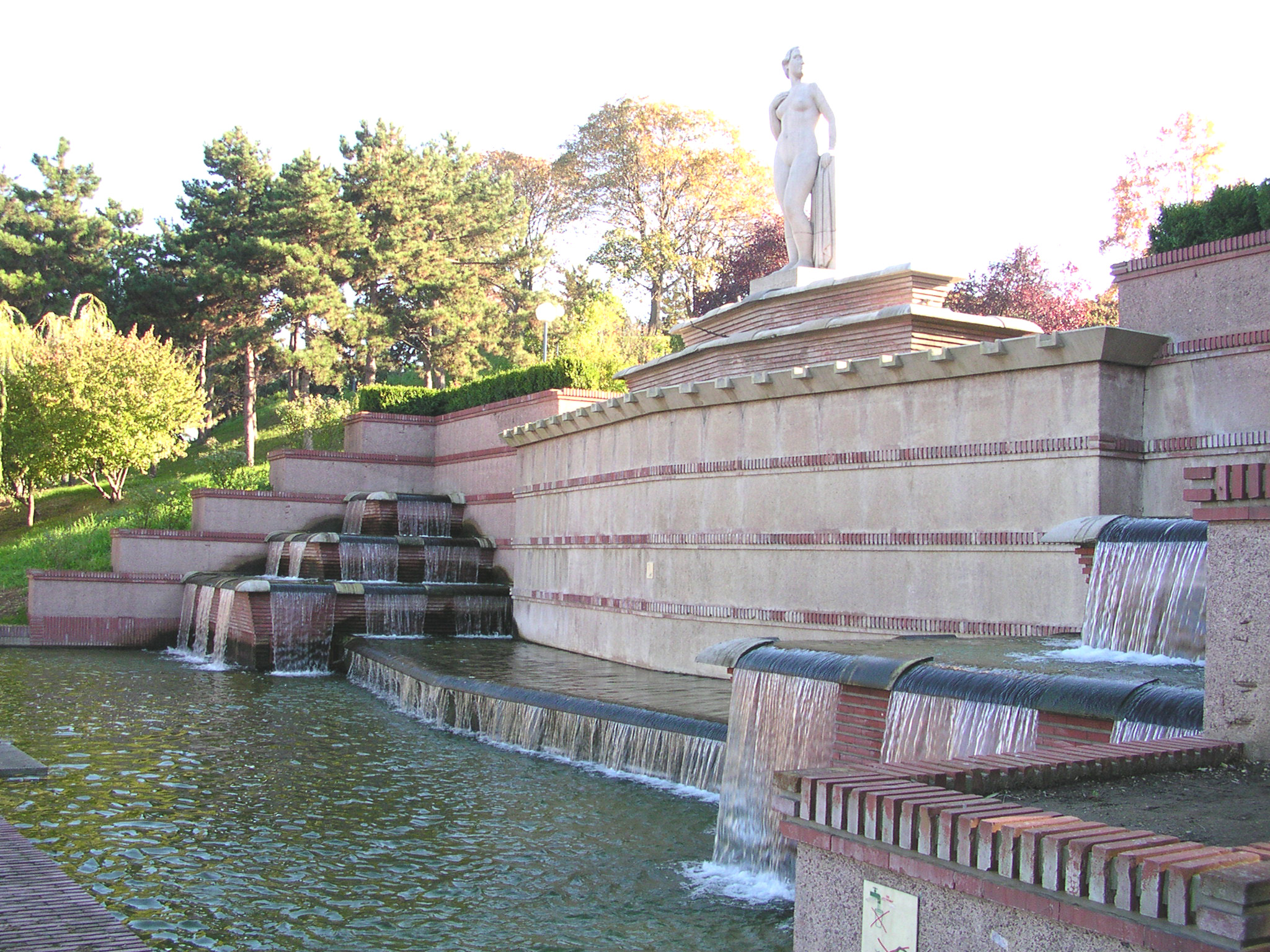
La cascatella d'acqua della piazza de la Butte-du-Chapeau-Rouge (1938)

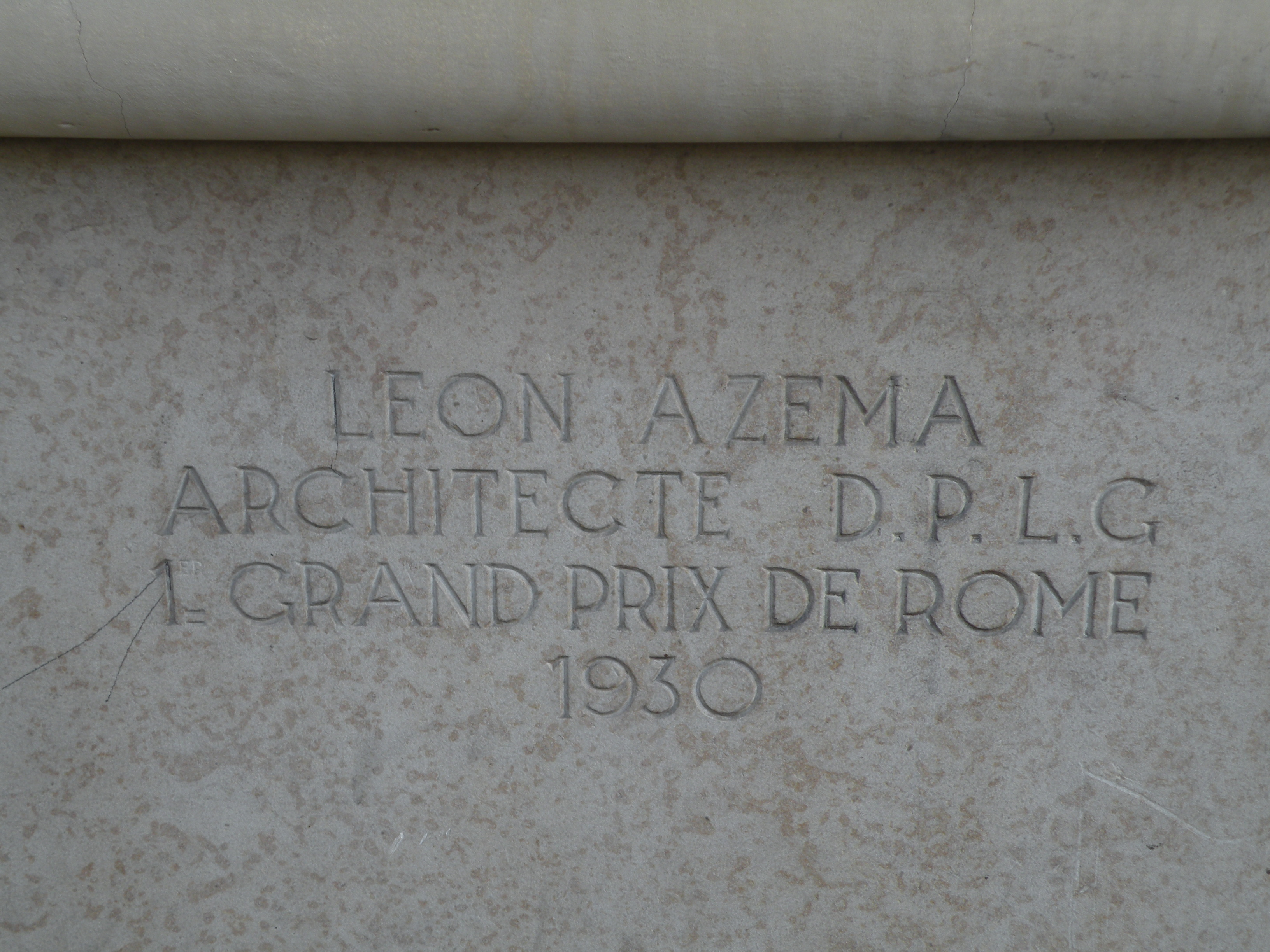
Particolare dell'edificio al 91-93 quai d'Orsay a Parigi

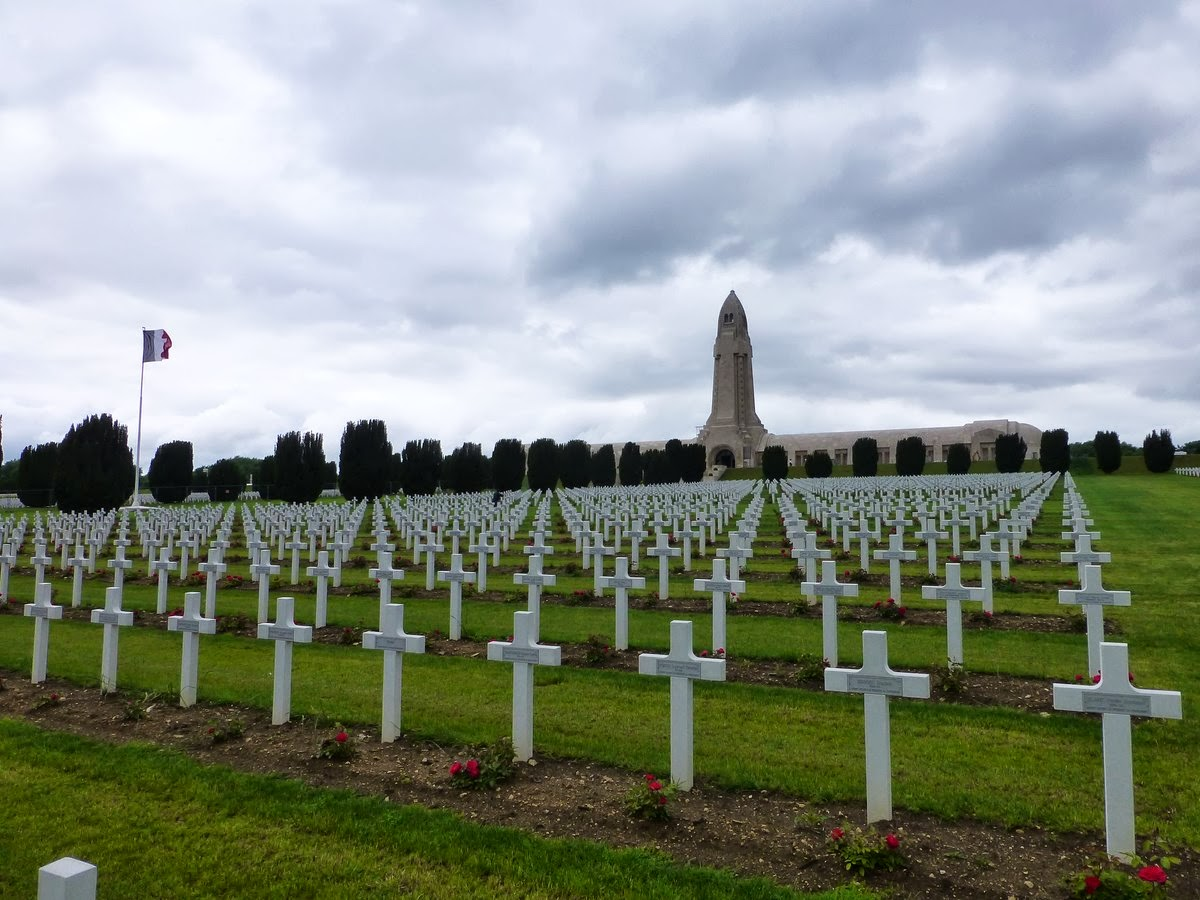
Ossario di Douaumont

Realizzò molte opere pubbliche in Francia, in particolare a Parigi e dintorni. La sua opera più famosa è il Palais de Chaillot del 1937, di fronte alla Torre Eiffel a Parigi.

## Biografia
Era nato nel sud della Francia. I suoi genitori erano viticoltori rovinati dalla fillossera e non erano in grado di finanziare gli studi del figlio, così si trasferì a Parigi nel 1902 ed entrò come apprendista all'École nationale supérieure des beaux-arts, dove studiò con Gaston Redon.
Nel 1912 fu chiamato al servizio militare. Fu gravemente ferito a Charleroi durante la prima guerra mondiale e fatto prigioniero. Trascorse cinque anni in prigionia in Germania ma la sua abilità artistica fu apprezzata dai suoi carcerieri, che gli fornirono carta e matite.
Tornò in Francia nel 1919 e tornò all'École des Beaux-Arts. Vinse il primo premio al Prix de Rome nel 1921 e al concorso internazionale per la costruzione del Palazzo di Giustizia de Il Cairo. Costruì diversi edifici ad Alessandria d'Egitto con il Collegio delle Scuole Cristiane e il Collège Saint-Marc. Nel 1922 presentò un progetto per ricostruire il Labirinto di Tebe a Karnak.
Al suo ritorno in Francia, fu nominato professore all'École des beaux-arts. Nel 1923 vinse il concorso per l'ossario di Douaumont, che rifletteva la sua ammirazione per l'arte romana e la costruzione di edifici in pietra, e fu completato nel 1932. Ospita le ossa di almeno 130.000 soldati non identificati di entrambe le parti. La giuria rimase colpita dalle qualità funzionali del design. Azéma viaggiò spesso per visitare il sito durante il resto della sua carriera.

## Architetto della città di Parigi
Nominato architetto della città di Parigi, nel 1928, progettò il restauro del parco di Sceaux. Ricostruì il Padiglione di Hannover nel 1932 e nel 1934-1935 ricostruì le cascate create da André Le Nôtre e distrutte durante la Rivoluzione francese.
A Parigi, creò le piazze della cintura verde e quella di Saint-Julien-le-Pauvre (1930-1935) e i campi sportivi dell'ASPS nel 1937. Nel 1938, iniziarono i lavori per il suo progetto per il Parc de la Butte du Chapeau Rouge nel XIX arrondissement, che fu poi completato da suo figlio Jean. Tra il 1933 e il 1935 costruì la chiesa di Sant'Antonio da Padova nel XV arrondissement. Il suo lavoro per il Parc des Expositions (area espositiva) alla Porte de Versailles comprendeva edifici per uffici, servizio medico e, nel 1937, con Louis-Hippolyte Boileau, l'ingresso al Parco.
All'Esposizione Universale di Bruxelles del 1935, progettò il Pavillon de la Ville de Paris. Nel 1936, insieme a Maurice Mantout, costruì l'ospedale franco-musulmano Avicenna a Bobigny.
Con Jacques Carlu e Louis-Hippolyte Boileau, vinse il concorso per la costruzione del Palais de Chaillot in occasione dell'Esposizione Universale di Parigi del 1937.
Azéma era professore all'Ecole nationale supérieure des Postes, Télégraphes et Téléphones e l'8 agosto 1928 fu nominato architetto del servizio postale francese. Creò il museo del francobollo a Parigi e molti uffici postali: Parigi 1, nel 1933, Parigi 5 1933, Parigi 8 e l'ufficio di smistamento a Paris Saint-Lazare nel 1938, l'ufficio centrale di Roquette Voltaire, Parigi 20 e poi in tutta la Francia: Vichy nel 1935, Bagneux, il Centre national d'études des télécommunications (CNET) nel 1937, Argenteuil nel 1940, Garches nel 1941, Marsiglia nel 1959, Strasburgo, il Centre per Giro e la centrale telefonica nel 1961, Charleville, Malesherbes, Chaumont, la gare de Troyes e una torre dell'acqua a Bordeaux. Terminò la sua carriera alle Poste il 31 dicembre 1953.

## Architetto dell'ORTF
Dopo il ritiro dal servizio postale, Azéma divenne l'architetto dell'Office de Radiodiffusion Télévision Française (ORTF). A 65 anni partecipò al concorso per progettare la Maison de la Radio nel XVI arrondissement di Parigi. A lui si deve anche il restauro della Zecca di Quai Conti fino al 1978.

## Vita privata
Pittore dilettante, Azéma realizzò numerose opere tra cui diverse vedute di Parthenay (Deux-Sèvres), luogo di nascita di sua moglie. Progettò la sua villa a Sainte-Maxime sur Mer e la sua casa a Bourg-la-Reine (4 avenue Aristide Briand), dove visse dal 1939. Morì a Épernay il 1º marzo 1978 ed è sepolto nel cimitero comunale.